# Arco di Travertino (Roms tunnelbana)
Arco di Travertino är en station på Roms tunnelbanas Linea A. Stationen är belägen i området Arco di Travertino i Municipio VII i sydöstra Rom och togs i bruk 1980.
Stationen Arco di Travertino har:
- Biljettautomater

## Kollektivtrafik
- Busshållplats för ATAC

## Omgivningar
- Arco di Travertino
- Via Tuscolana
- Via Appia Nuova
- Torpignattara
- Mandrione
- Parco archeologico delle Tombe di via Latina

### Kyrkobyggnader
- San Gaspare del Bufalo